# Аксёновское сельское поселение (Тверская область)
Аксёновское се́льское поселе́ние — упразднённое муниципальное образование в составе Андреапольского района Тверской области.
Административный центр поселения — деревня Аксёново.
Образовано в 2005 году, включило в себя территории Аксёновского и Крючковского сельских округов.

## Географические данные
- Нахождение: северная часть Андреапольского района
- Общая площадь: 219,6 км²
  - Граничит:
    - на севере и западе — с Новгородской областью, Марёвский район
    - на востоке — с Пеновским районом, Рунское СП
    - на юго-востоке — с Волокским СП
    - на юго-западе — с Бологовским СП

Основная река — Большой Тудер (бассейн Ловати).

## История
В XIX—начале XX века территория поселения относилась к Холмскому уезду Псковской губернии. В 1929—1935 гг. входила в Западную область, с 1935 года — в Калининскую область. В 1944—1957 гг. относилась к Великолукской области, с 1957 опять к Калининской области. В 1936—1960 годах территория поселения входила в Сережинский район (центр — с. Бологово). В 1963—1965 гг. входила в Торопецкий район. С 12 января 1965 относится к Андреапольскому району.

## Население
| 2002 | 2005 | 2008 | 2009 | 2010 | 2011 | 2012 |
| ---- | ---- | ---- | ---- | ---- | ---- | ---- |
| 558  | ↗586 | ↘506 | →506 | ↘405 | ↘403 | ↘311 |
| 2013 | 2014 | 2015 | 2016 | 2017 | 2018 | 2019 |
| ↘294 | ↘252 | ↘217 | ↘202 | ↗208 | ↘180 | ↘168 |

## Состав сельского поселения
В состав сельского поселения входили 34 населённых пункта:
| №  | Населённый пункт | Тип населённого пункта          | Население |
| -- | ---------------- | ------------------------------- | --------- |
| 1  | Абросимово       | деревня                         | ↘0        |
| 2  | Аксёново         | деревня, административный центр | ↘48       |
| 3  | Ананино          | деревня                         | →0        |
| 4  | Андроново        | деревня                         | ↘1        |
| 5  | Бахарево         | деревня                         | →0        |
| 6  | Болотово         | деревня                         | ↘56       |
| 7  | Верхний Аполец   | деревня                         | ↘0        |
| 8  | Внуково          | деревня                         | ↗14       |
| 9  | Грибель          | деревня                         | ↘0        |
| 10 | Екатеринино      | деревня                         | ↘0        |
| 11 | Заболотье        | деревня                         | ↘22       |
| 12 | Игнашево         | деревня                         | →0        |
| 13 | Кашино           | деревня                         | ↘0        |
| 14 | Копытово         | деревня                         | ↘0        |
| 15 | Красное Лядо     | деревня                         | ↘0        |
| 16 | Крючково         | деревня                         | ↘61       |
| 17 | Мурзино          | деревня                         | ↘0        |
| 18 | Мухино           | деревня                         | ↘0        |
| 19 | Мякишево         | деревня                         | ↘50       |
| 20 | Нивки            | деревня                         | ↘21       |
| 21 | Ноздрино         | деревня                         | →0        |
| 22 | Овсянкино        | деревня                         | ↘1        |
| 23 | Паньково         | деревня                         | ↘6        |
| 24 | Пестово          | деревня                         | ↘11       |
| 25 | Плешково         | деревня                         | ↘12       |
| 26 | Потаракино       | деревня                         | ↘0        |
| 27 | Речка            | деревня                         | →5        |
| 28 | Роголево         | деревня                         | ↘1        |
| 29 | Скудино          | деревня                         | ↘81       |
| 30 | Стариково        | деревня                         | ↘0        |
| 31 | Старинка         | деревня                         | ↘1        |
| 32 | Старково         | деревня                         | ↗9        |
| 33 | Усадьба          | деревня                         | ↘0        |
| 34 | Фенево           | деревня                         | →0        |

### Бывшие населенные пункты
- в бывшем Аксёновском (Скудинском) сельсовете — деревни Быково, Ваулино, Лесниково, Терюхино, Кузнецово, Бураково и другие. Деревня Засека присоединена к д. Аксёново, а деревня Русаново — к д. Скудино.
- в бывшем Крючковском (Даньковском) сельсовете — деревни Даньково, Капустино, Медведево, Мирохино, Моржово, Трахово и другие.

## Экономика
Основные хозяйства: колхозы им. К.Маркса, «К Новой Жизни», «Передовик» и СПК «Колос».

## Известные люди
В ныне не существующей деревне Быково родился Герой Советского Союза Алексей Пантелеевич Смирнов.